# Gerhard Dornbusch
Gerhard Dornbusch (Wittenberg, 12 maggio 1910 – Linköping, 3 giugno 1976) è stato un direttore d'orchestra, compositore, arrangiatore ed insegnante di musica svedese.

## Biografia
Dornbusch si laureò nel 1928 e si diplomò come direttore musicale nel 1933 presso l'Accademia di musica di Berlino (Staatliche Akademie für Kirchen- und Schulmusik). Arrivò in Svezia dopo la seconda guerra mondiale dove lavorò come insegnante di musica presso il seminario della scuola primaria a Lund 1948–1949, a Växjö 1950–51, Samrealskolan ad Åseda 1948–51 e al liceo di Finspång 1952–1962. È stato direttore musicale municipale a Finspång dal 1952 al 1961 e insegnante al seminario della scuola elementare di Linköping dal 1962.
Gerhard Dornbusch studiò a Berlino con Fritz Jöde. Jöde fu in seguito una delle figure di spicco del movimento del canto svedese. L'ebreo era guidato da una passione e credeva che la musica ed il canto fossero strumenti che potrebbero essere usati per unire persone di nazionalità diverse e colmare i conflitti tra le persone. Dornbusch e molti altri suoi compagni studenti recepirono il messaggio e si promisero l'un l'altro di lavorare nello spirito Pro Musica, per la musica.
Gerhard Dornbusch ha formato il Coro Nazionale Pro Musica nel 1954 e il Coro Pro Musica a Linköping nel 1962 e li ha guidati entrambi fino alla sua morte. Ha pubblicato composizioni e arrangiamenti, soprattutto per coro, oltre a materiale didattico musicale.

## Opere
- Messa per coro, oboe e archi (1953)
- Filastrocca da Värmland per coro misto (1956)
- Ciclo Morgenstern per coro misto (1967)